# Oliver Goldsmith
Pour les articles homonymes, voir Goldsmith.
Oliver Goldsmith, né à Elphin (comté de Roscommon, en Irlande) le 10 novembre 1728 et mort à Londres le 4 avril 1774, est un écrivain irlandais.

## Années de formation
Romancier, poète, dramaturge et essayiste, Oliver est le fils d'un pasteur irlandais. Sa mère était la fille d'un maître d'école. Oliver est le deuxième de la fratrie; il a quatre frères et deux sœurs. Ses parents espéraient en faire un commerçant, mais y renoncent devant le caractère fantasque du garçon. Encouragé par son oncle, Thomas Contarine, qui était également révérend, il étudie le latin à Athlone puis à Edgeworthstown. Il n'est pas un élève brillant comme son frère Henry, mais est très populaire auprès de ses camarades, toujours prêt à imaginer des farces.
En juin 1745, il est admis au Trinity College à Dublin pour des études de théologie et de droit, en tant que pauvre boursier. 
À la mort de son père, en 1747, sa situation financière devient encore plus précaire. Il se met à écrire des ballades qu'il vend à une librairie pour quelques shillings et se promène la nuit dans les rues pour les entendre chanter et évaluer les applaudissements qu'elles suscitent. Il se lie avec Edmund Burke, qui deviendra un homme politique important. Il est bientôt connu pour sa vie dissolue (il joue aux cartes), ses mauvaises fréquentations (il est brièvement emprisonné, en 1747, avec quatre de ses camarades pour avoir participé à une émeute) et ses piètres résultats scolaires. Sévèrement puni pour avoir enfreint le règlement du collège, il envisage de quitter le pays, mais rentre finalement au collège après trois jours d'errance et de famine. Il obtient son diplôme de bachelier ès arts en février 1749. 
Il passe les deux années suivantes auprès de sa mère et de son frère Henry, dans l'attente de pouvoir être ordonné prêtre, mais sa candidature est finalement rejetée par l'évêque. Oliver se rend alors à Cork, où il tente de s'embarquer pour l'Amérique, mais il manque le bateau et retourne chez sa mère. Il décide alors d'étudier le droit, et son oncle Contarine lui donne l'argent nécessaire pour se rendre à Londres, mais il perd son argent au jeu à Dublin et doit revenir chez sa mère. Il décide alors de devenir médecin et, de 1752 à 1755, il étudie la médecine à l'université d'Édimbourg, puis à Leyde où, durant un  an, il suit les cours de chimie de Gaubius et ceux d'Albinus en anatomie. 
En février 1755, sa passion des voyages le mène à Rouen puis à Paris, où il suit les leçons de chimie de Rouelle et admire au théâtre Mademoiselle Clairon. Il se trouve un soir dans la compagnie de Voltaire, Diderot et Fontenelle, alors que ce dernier, qui dénigrait la littérature anglaise, se fait rabrouer par les deux premiers (bien qu'effectivement rapportée par Irving, cette scène paraît quelque peu invraisemblable). Frappé par les inégalités sociales, Oliver anticipe judicieusement l'effondrement de l'Ancien Régime. Il se rend en Allemagne puis à Genève où il sert brièvement de tuteur à un riche héritier, descend à pied jusqu'en Italie, en jouant de la flûte ou en participant à des joutes oratoires pour se faire payer le gîte et le couvert. Il reste quelques mois à Padoue, où il semble avoir obtenu son diplôme de médecine, mais ne peut continuer ses voyages parce que son oncle est tombé gravement malade. 

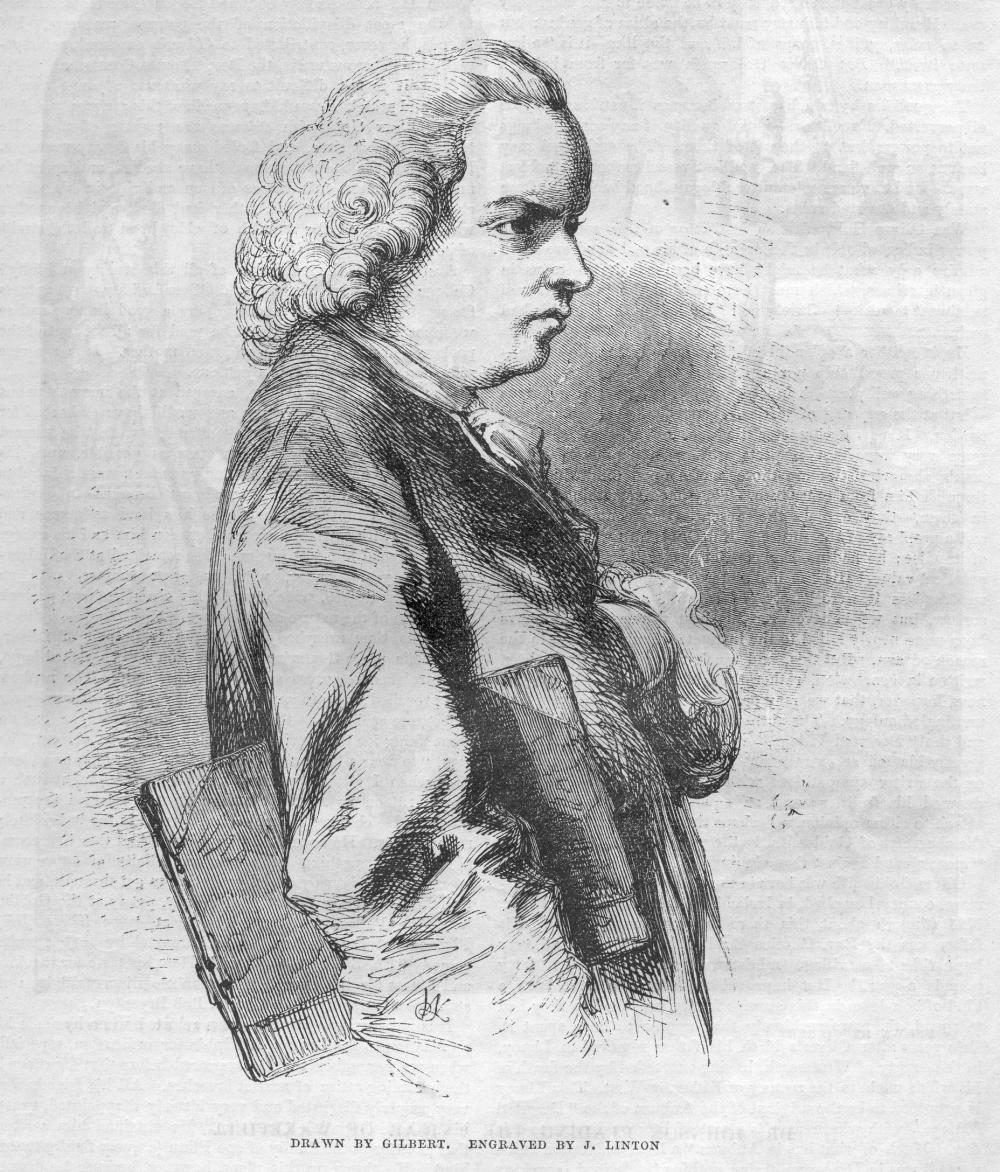
Oliver Goldsmith

Il rentre en Angleterre au début de l'année 1756 et s'installe à Londres où la pratique de son art le laisse impécunieux ; plusieurs autres professions ne lui réussissent pas non plus, notamment celle d'assistant d'un apothicaire. Tout en exerçant la médecine dans les milieux pauvres, il entre en contact avec Samuel Richardson, dont les œuvres connaissaient alors un vif succès. Ce dernier l'engage comme correcteur d'épreuves. Il est ainsi amené à fréquenter les milieux littéraires du moment, que dominait la figure d'Edward Young. En avril 1757, après avoir été vice-régent dans une école privée, il travaille durant cinq mois à la Monthly Review pour un salaire modeste. Il contribue ensuite au Literary Magazine, créé par le libraire John Newberry, ainsi qu'au Critical Review. Désargenté, il accepte un poste de médecin dans une entreprise établie à Coromandel, mais le poste est finalement offert à un autre candidat. En décembre 1758, il se présente devant le Collège des médecins pour un emploi dans un hôpital, mais il échoue à son examen. 
En mars 1759, dans l'espoir de gagner sa subsistance, il publie un essai intitulé An Inquiry into the Present State of Polite Learning in Europe. Il écrit des essais pour divers magazines : Bee, Busy-Body, Lady's Magazine, ce qui lui donne un début de notoriété. Il écrit aussi dans British Magazine ainsi que dans le journal Public Ledger, lancé par John Newbery en 1760, où il publie une chronique intitulée « Chinese Letters », lettres d'un philosophe chinois du nom de Lien Chi voyageant en Angleterre et commentant avec humour les curieuses coutumes qu'il y découvre. Ces lettres seront publiées en 1762 sous le titre The Citizen of the World' (imitées des Lettres persanes). 
En 1761, il se lie avec Samuel Johnson. Il publie The History of England, in a Series of Letters from a Nobleman to his Son. En 1764, il est, avec Johnson et Joshua Reynolds un des neuf membres fondateurs du Literary Club.

## Ouvrages

### Le Voyageur

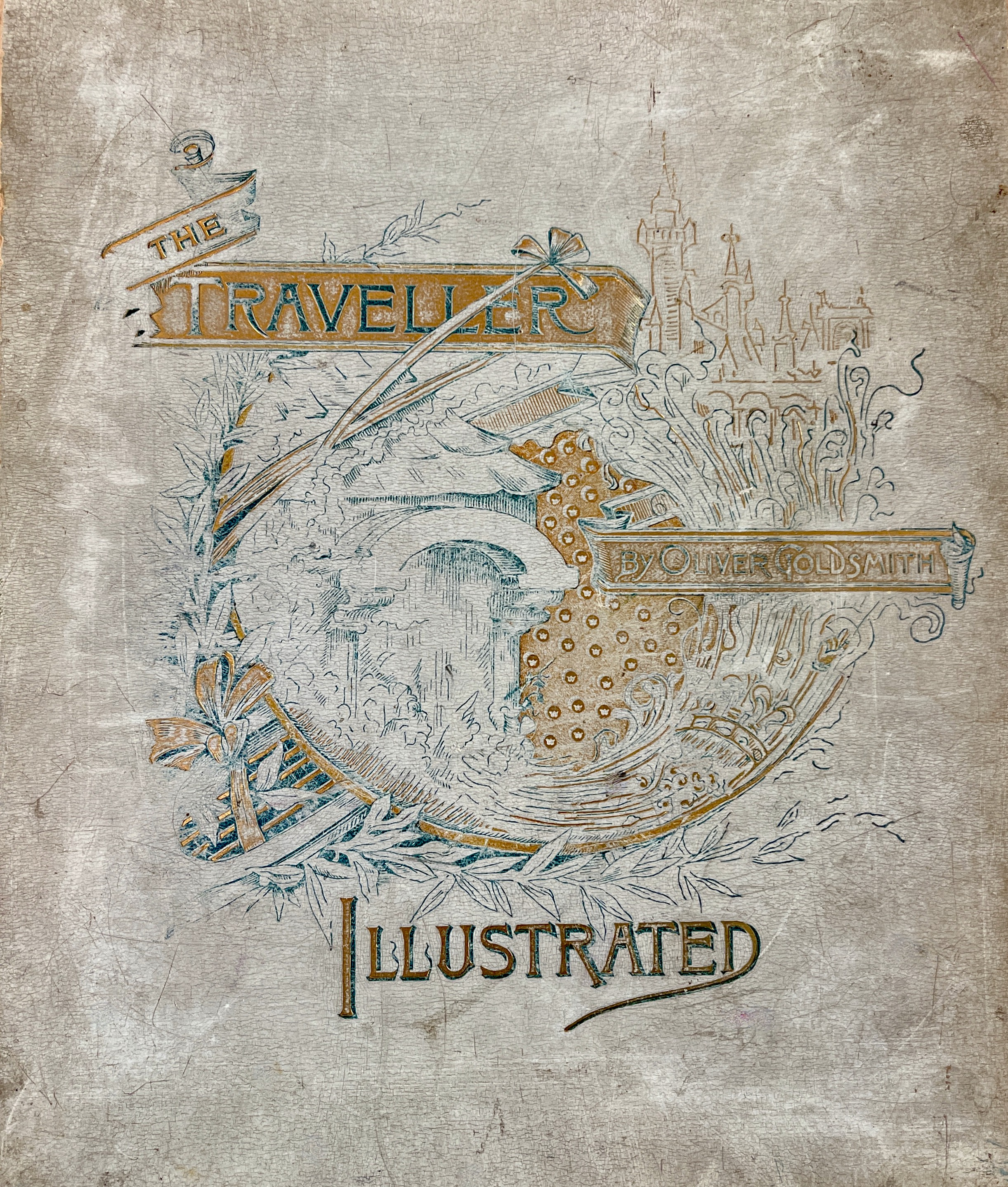
Couverture du livre
The Traveller

En 1764, il fait paraître un long poème inspiré par ses voyages sur le Continent : The Traveller (1764). C'est la première publication signée de son nom. Le succès est immédiat et élève considérablement le statut de Goldsmith dans la société des écrivains. Ce poème de type philosophique médite sur ce qui fait le bonheur des nations et qui, porté à l'excès, peut en faire le malheur. En France, par exemple, les gens sont surtout avides d'honneurs et de louanges, ce qui favorise les arts ; mais cela encourage aussi l'ostentation, la prétention et habitue l'âme faible à chercher son bonheur dans le jugement d'un autre. Par contre, en Hollande : 

« Quand, de tous côtés, le sol esclave de la vague force l'habitant à un travail incessant, des habitudes laborieuses s'emparent de tous les cœurs, et la diligence engendre l'amour du gain. Aussi voit-on régner ici tous les biens naissant de l'opulence et tous les maux accompagnant un trésor superflu. Leur richesse bien-aimée leur donne le bien-être, l'abondance, l'élégance et les arts. Mais regardez-les de plus près, vous verrez paraître l'astuce et la ruse ; et, dans ce pays, on trafique même de la liberté. Devant les charmes supérieurs de l'or toute liberté disparait : les pauvres la vendent, et les riches l'achètent. »

### Le Vicaire de Wakefield

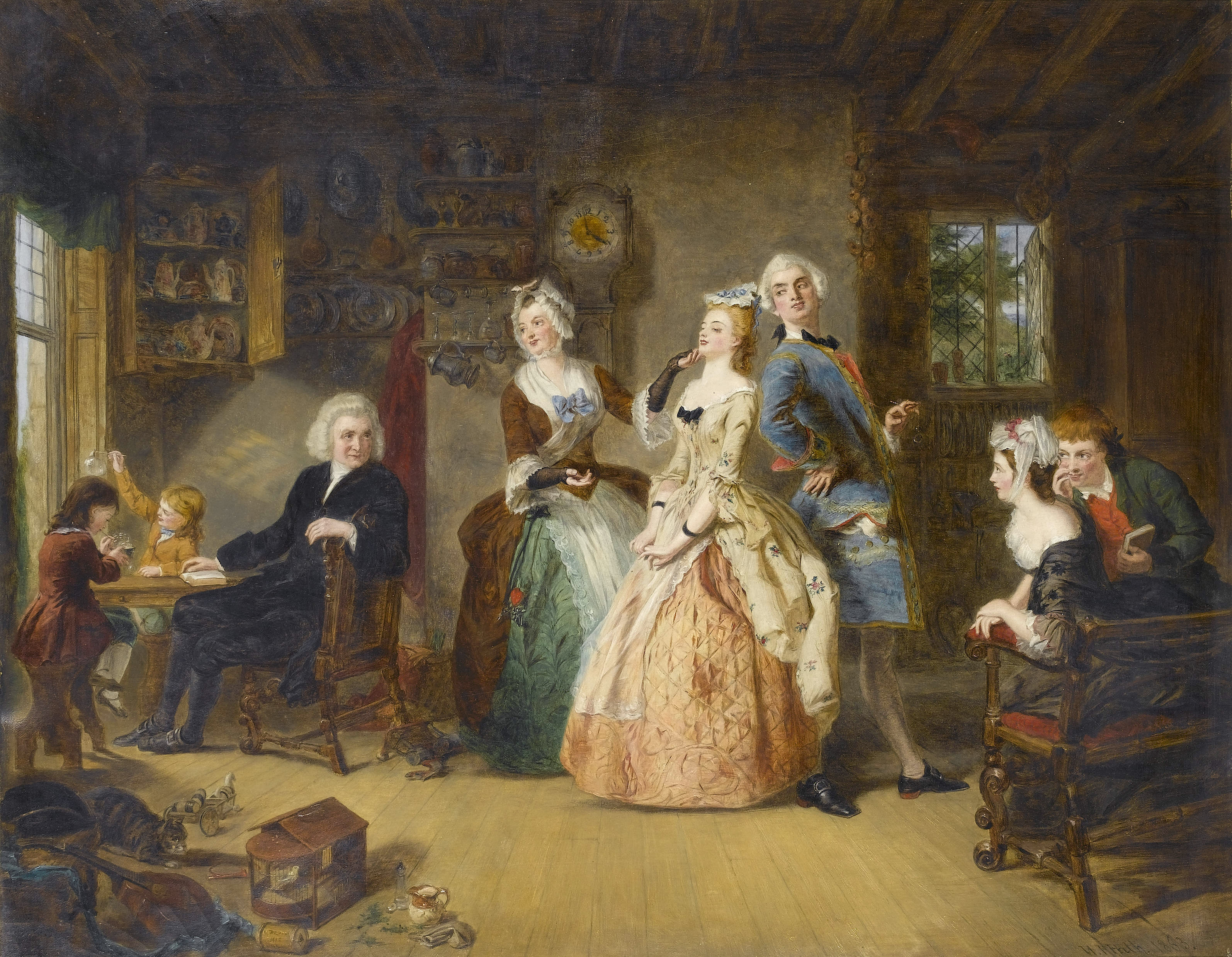
Illustration d'une scène du Vicaire de Wakefield.
Par W. P. Frith, 1863.

L'énorme succès du Voyageur convainc son éditeur de publier, en 1766, un ouvrage qu'il avait entre les mains depuis deux ans : son chef-d'œuvre, écrit en 1761-1762, intitulé Le Vicaire de Wakefield (The Vicar of Wakefield). Le succès de ce récit, où abondent les souvenirs de son enfance, est foudroyant et dure toujours. C'est le roman d'une famille en même temps qu'un roman d'introspection, teinté de philosophie. Son sentimentalisme, délivré du puritanisme, est humain, humanitaire, éthique même, et pourra mener au romantisme ; son réalisme est psychologique autant que social ; son style admirablement adapté aux aventures domestiques qu'il anime de son ironie charitable, de sa bonhomie clairvoyante.

### Théâtre
En 1767, Goldsmith s'essaie au théâtre avec la pièce L'Homme au bon naturel, qui obtient du succès, tout comme sa seconde pièce, Elle s'abaisse pour vaincre (1773). 

### Ouvrages historiques
Durant l'hiver 1767-68, Goldsmith travaille à une Histoire de Rome, afin de regarnir ses finances. En 1769, il est nommé professeur honoraire d'histoire à la Royal Academy. Il rédige The History of England, from the Earliest Times to the Death of George II, en 4 volumes (1771). Puis Dr. Goldsmith's Roman History Abridged by Himself for the Use of Schools (1772) et An History of the Earth and Animated Nature (1774), pour laquelle il s'est beaucoup inspiré de Buffon.

### Poésie
Il revient à la poésie avec Le Village abandonné en 1770, ouvrage qui obtient immédiatement un énorme succès et attire l'attention sur les paysages de son enfance. Peu après, il fait un voyage à Paris avec Mme Horneck et ses deux filles, mais ne voit plus les choses avec le regard qu'il avait quinze ans plus tôt.

## Décès
Oliver Goldsmith meurt le 4 avril 1774. Il est enterré dans le cimetière de l'église du Temple, à Londres. Un mémorial de marbre fut également érigé à l’abbaye de Westminster, dans le « coin des poètes », avec une épitaphe latine de Samuel Johnson.

## Postérité
Le peintre Gilbert Stuart Newton en 1828 a réalisé un tableau d'après son roman The Vicar of Wakefield, intitulé Le Vicaire de Wakefield réconciliant sa femme avec Olivia. Il a fait partie de la collection du marquis de Lansdowne, à Bowood. Une gravure a été réalisée par William Greatbach.